# شهرستان یورک (ویرجینیا)
شهرستان یورک، ویرجینیا (به انگلیسی: York County, Virginia) یک سکونتگاه مسکونی در ایالات متحده آمریکا است که در ویرجینیا واقع شده‌است.